# فیلیپ کاپلئو
فیلیپ کاپلو (انگلیسی: Philip Kapleau; ۲۰ اوت ۱۹۱۲ – ۶ مهٔ ۲۰۰۴) روزنامه‌نگار، و نویسنده اهل ایالات متحده آمریکا بود.